# Aston Martin DB6
Aston Martin DB6 er en grandtourer, der blev fremstillet af det britiske firma Aston Martin fra september 1965 til januar 1971.
DB6'en efterfulgte Aston Martin DB5 og havde nye forbedrede aerodynamiske egenskaber samt en række kosmetiske ændringer.